# Arabia Saudita ai Giochi olimpici
L'Arabia Saudita ha partecipato per la prima volta ai Giochi olimpici estivi a Monaco di Baviera 1972, mentre il suo debutto ai Giochi invernali è avvenuto a Pechino 2022. 
Le prime medaglie olimpiche per l'Arabia Saudita sono state vinte a Sydney 2000.

## Medaglieri delle singole edizioni

### Medaglie ai Giochi olimpici estivi
Dati aggiornati a Tokyo 2020
| Giochi              | Oro              | Argento          | Bronzo           | Totale           | Posizione        |
| ------------------- | ---------------- | ---------------- | ---------------- | ---------------- | ---------------- |
| Monaco 1972         | 0                | 0                | 0                | 0                | -                |
| Montreal 1976       | 0                | 0                | 0                | 0                | -                |
| Seul 1980           | non partecipante | non partecipante | non partecipante | non partecipante | non partecipante |
| Los Angeles 1984    | 0                | 0                | 0                | 0                | -                |
| Seul 1988           | 0                | 0                | 0                | 0                | -                |
| Barcellona 1992     | 0                | 0                | 0                | 0                | -                |
| Atlanta 1996        | 0                | 0                | 0                | 0                | -                |
| Sydney 2000         | 0                | 1                | 1                | 2                | 61°              |
| Atene 2004          | 0                | 0                | 0                | 0                | -                |
| Pechino 2008        | 0                | 0                | 0                | 0                | -                |
| Londra 2012         | 0                | 0                | 1                | 1                | 80°              |
| Rio de Janeiro 2016 | 0                | 0                | 0                | 0                | -                |
| Tokyo 2020          | 0                | 1                | 0                | 1                | 77°              |
| Parigi 2024         | 0                | 0                | 0                | 0                | -                |
| Totale              | 0                | 2                | 2                | 4                |                  |

### Medaglie alle Olimpiadi invernali
| Giochi       | Oro | Argento | Bronzo | Totale |
| ------------ | --- | ------- | ------ | ------ |
| Pechino 2022 | 0   | 0       | 0      | 0      |
| Totale       | 0   | 0       | 0      | 0      |

## Medaglie
| Medaglia | Atleta                                                                                 | Edizione    | Sport       | Evento                     |
| -------- | -------------------------------------------------------------------------------------- | ----------- | ----------- | -------------------------- |
| Argento  | Hadi Al Somayli                                                                        | Sydney 2000 | Atletica    | 400 m ostacoli maschili    |
| Bronzo   | Khaled Al-Eid                                                                          | Sydney 2000 | Equitazione | Salto ostacoli individuale |
| Bronzo   | Ramzy Al Duhami Abd Allah bin Mut'ib Al Sa'ud Kamal Bahamdan Abdullah Waleed Sharbatly | Londra 2012 | Equitazione | Salto a squadre            |
| Argento  | Tareg Hamedi                                                                           | Tokyo 2020  | Karate      | +75 kg                     |